# Dan Hennah
Dan Hennah (Hastings, ...) è uno scenografo neozelandese, noto per aver lavorato alle trilogie de Il Signore degli Anelli e Lo Hobbit. Ha vinto un Oscar nel 2004 per Il Signore degli Anelli - Il ritorno del re.

## Filmografia
- Il Signore degli Anelli - La Compagnia dell'Anello (The Lord of the Rings: The Fellowship of the Ring), regia di Peter Jackson (2001)
- Il Signore degli Anelli - Le due torri (The Lord of the Rings: The Two Towers), regia di Peter Jackson (2002)
- Il Signore degli Anelli - Il ritorno del re (The Lord of the Rings: The Return of the King), regia di Peter Jackson (2003)
- Underworld - La ribellione dei Lycans (Underworld: Rise of the Lycans), regia di Patrick Tatopoulos (2009)
- The Warrior's Way, regia di Sngmoo Lee (2010)
- Lo Hobbit - Un viaggio inaspettato (The Hobbit: An Unexpected Journey), regia di Peter Jackson (2012)
- Lo Hobbit - La desolazione di Smaug (The Hobbit: The Desolation of Smaug), regia di Peter Jackson (2013)
- Lo Hobbit - La battaglia delle cinque armate (The Hobbit: The Battle of the Five Armies), regia di Peter Jackson (2014)
- Alice attraverso lo specchio (Alice Through the Looking Glass), regia di James Bobin (2016)
- Thor: Ragnarok, regia di Taika Waititi (2017)
- Macchine mortali (Mortal Engines), regia di Christian Rivers (2018)
- Love and Monsters, regia di Michael Matthews (2020)